# マンションの一室の窓から見つめる女性
マンションの一室の窓から見つめる女性（マンションのいっしつのまどからみつめるじょせい）は、都市伝説の一つである。
オリオン座を見つめる少女（オリオン座を見つめる女性）、星を見る少女（星を見る女性）と呼ばれることもある。

## 内容
ある夜、ある男性がマンションの一室から美しく輝く星空を見上げていた。男性がふと向かいのマンションに目をやると、その部屋の住人らしき女性も同じく星空を見上げていた。その後も男性が夜空を見上げる日には必ず女性も夜空を見上げており、男性は次第に彼女に好意を持つようになる。
ある日、男性は彼女に会おうと決意し（空が曇っていて星が見えていないのに、空を見上げていることを不審に思い、というパターンも存在する）、向かいのマンションの彼女の部屋を訪ねる。扉を開けると、そこには窓際で首を吊って死んでいる彼女の姿があった。首を吊って死んでいる姿が、夜空を見上げているように見えていたのである。

## バリエーション
茨城県つくば市（筑波研究学園都市）発祥として語られることもある。歴史の浅い新興の学園都市ゆえに都市伝説が生み出されやすいという。この場合、マンションではなく筑波大学の学生宿舎とされることが多い。